# David Pizanti
David Pizanti (hebräisch דוד פיזנטי; * 27. Mai 1962) ist ein israelischer ehemaliger Fußballspieler und war zuletzt Chefscout des Erstligisten Maccabi Netanja.

## Karriere

### Verein
Pizantis Fußballlaufbahn begann in der Jugend von Hapoel Hadera. Mit 15 Jahren kam er zu Maccabi Netanja, wo er mit 18 Jahren bereits seinen ersten Meistertitel errang. Der Abwehrspieler konnte sich schnell einen Stammplatz in der ersten Mannschaft erspielen. Noch 2010 wurde er auf der Website des Vereins als „einer der größten linken Verteidiger in der Geschichte des israelischen Fußballs und insbesondere in der Geschichte von Maccabi Netanja“ bezeichnet.
1985 holte der 1. FC Köln den Israeli in die Bundesliga. In den zwei Jahren beim FC erlebte er drei verschiedene Trainer. Unter Johannes Löhr geholt, war er unter dessen Nachfolger Georg Keßler am bisher größten internationalen Erfolg des Vereins beteiligt. 1986 erreichten die Kölner das Finale des UEFA-Pokal gegen Real Madrid. Beim 1:5 im Hinspiel im Bernabeu-Stadion kam Pizanti nicht zum Einsatz. Im Rückspiel, das am 6. Mai 1986 aufgrund einer Platzsperre im Olympiastadion Berlin stattfand, gewann der FC mit 2:0; Pizanti wurde in der 60. Minute für Olaf Janßen eingewechselt. Im September 1986 übernahm Christoph Daum seinen ersten Trainer-Job im Profibereich. Auch bei ihm konnte sich Pizanti nicht durchsetzen und verließ die Kölner während der Saison 1986/87. Er kam für den 1. FC Köln nur auf 19 Spiele, in denen er kein Tor schoss. Danach spielte er zunächst kurze Zeit bei Hapoel Tel Aviv.
Zur Saison 1987/88 unterzeichnete er einen Vertrag beim englischen Erstdivisionär Queens Park Rangers, wo er im Oktober 1987 sein Debüt in der First Division gab. In den zwei Spielzeiten kam er jedoch auch lediglich zu 22 Ligaeinsätzen für QPR und ging im Juli 1989 zurück zu Maccabi Netanja. Hier spielte er noch sieben Jahre und beendete aufgrund von Verletzungen mit 34 Jahren seine Profikarriere.

#### Stationen
- Maccabi Netanja (1977–1985, erste israelische Liga)
- 1. FC Köln (1985–1987, Bundesliga 19 Einsätze/kein Tor; UEFA-Pokal 4/0)
- Hapoel Tel Aviv (1987, erste israelische Liga)
- Queens Park Rangers (1987–1989, First Division 22/0)
- Maccabi Netanja (1989–1996)

### Nationalmannschaft
Pizanti debütierte in der Nationalmannschaft in einem mit 3:2 gewonnenen Freundschaftsspiel am 15. Februar 1983 gegen Belgien. Noch im selben Jahr kam Piza – so sein Spitzname – in der Qualifikationsrunde für die Olympischen Spiele 1984 zum Einsatz; unter anderem lief er in Wuppertal gegen die bundesdeutsche Olympiaauswahl auf. In den folgenden Jahren war er unter anderem in den Qualifikationsspielen zu den Weltmeisterschaften 1986 und 1990 eine feste Größe in der Nationalmannschaft. Sein letztes Match war am 30. Oktober 1989 das Rückspiel in den Play-offs gegen Kolumbien; mit dem 0:0 (nach einer 0:1-Niederlage in Kolumbien) verpasste Israel knapp die WM-Teilnahme. In seinen 30 Länderspielen erzielte David Pizanti kein Tor.

## Nach der aktiven Zeit
Nachdem er seine Spielerlaufbahn beendet hatte, machte Pizani eine Trainerausbildung. Zur Weiterbildung war er unter anderem in Deutschland bei Borussia Dortmund, Bayer 04 Leverkusen und Eintracht Frankfurt sowie in der Ukraine bei Dynamo Kiew und der ukrainischen Nationalmannschaft. Als Trainer war er vornehmlich in der Jugendabteilung von Maccabi Netanya aktiv. In den Spielzeiten 2006/07 und 2007/08 war er Cotrainer von Netanyas U-23-Mannschaft; im Sommer 2008 wurde er als Chefscout Assistent des neuen Trainers Lothar Matthäus.

## Erfolge
- Israelischer Meister: 1980, 1983 (mit Maccabi Netanja)
- UEFA-Pokal-Finalist: 1986 (mit 1. FC Köln)